# Gattau
Koordinaten: 52° 51′ 14″ N, 8° 49′ 20″ O
Die Gattau ist ein Waldgebiet auf dem Gebiet der Stadt Syke im niedersächsischen Landkreis Diepholz. Es gehört zum Syker Ortsteil Henstedt und liegt nördlich der Landesstraße L 322 zwischen der B 51 im Westen und der B 6 im Osten. Es erreicht eine Höhe von 49 Meter.
Östlich schließt sich das Naturschutzgebiet Hachetal und Freidorfer Hachetal an und fließt die Hache. Zwischen dem Waldgebiet Gattau und dem westlich gelegenen Röllinghausen hat die Bramstedter Beeke, ein Nebenfluss des Finkenbaches, ihre Quelle.